# Tina Stöckle
 (janvier 2025).
Tina Stöckle (née le 12 septembre 1948 à Guntzbourg en Haute-Souabe et morte le 8 avril 1992 à Guntzbourg) était une écrivaine et militante allemande de l'antipsychiatrie humaniste,,.

## Biographie
Tina Stöckle, ancienne enseignante dans le secondaire, a obtenu un second diplôme en éducation diplômante à la TU Berlin. Après plusieurs hospitalisations en psychiatrie, elle rejoint, à l'automne 1980, le mouvement de l'Offensive contre la folie à Berlin. En 1983, elle contribue de manière significative à la création, financée par des fonds publics, d'un lieu de rencontre pour les aliénés, ainsi qu'à son fonctionnement. Dès 1982, elle s'investit dans le projet des Weglaufhauses. Elle joue un rôle crucial dans l'évolution de l'antipsychiatrie, en orientant ce courant patriarcal et académique vers une approche plus centrée sur les utilisateurs, humaniste et féministe. En 1989, elle devient membre fondatrice de l'Association pour la protection contre la violence psychiatrique e.V. 
Elle meurt le 8 avril 1992.

## Postérité
Tina Stöckle a laissé un héritage durable. En son honneur, le Weglaufhaus de Berlin a été surnommé « Villa Stöckle ».

## Livres
(de) Tina Stöckle, Die Irren-Offensive : Erfahrungen einer Selbsthilfe-Organisation von Psychiatrieopfern / Tina Stöckle, Germany, Frankfurt : Extrabuch, [1983. 2005.], 1948 (ISBN 9783887042035), p. 290 p